# Ross County FC
A Ross County FC egy 1929-ben alapított skót labdarúgócsapat, melynek székhelye Dingwall-ban található. A klub színei: kék és fehér.

## Sikerlista
- Skót másodosztály:

Aranyérmes (1): 2011-12
- Skót kupa:

Ezüstérmes (1): 2009-10
- Skót ligakupa:

Aranyérmes (1): 2015-16

## Fordítás
- Ez a szócikk részben vagy egészben  a   Ross County F.C. című angol Wikipédia-szócikk fordításán alapul.  Az eredeti cikk szerkesztőit annak laptörténete sorolja fel. Ez a jelzés csupán a megfogalmazás eredetét és a szerzői jogokat jelzi, nem szolgál a cikkben szereplő információk forrásmegjelöléseként.